# Żaki (obwód miński)
Żaki (biał. Жакі, Żaki; ros. Жаки, Żaki) – wieś na Białorusi, w obwodzie mińskim, w rejonie dzierżyńskim, w sielsowiecie Dobryniewo.

## Historia
Dawniej zaścianek. W XIX i w początkach XX w. położone były w Rosji, w guberni mińskiej, w powiecie mińskim, w gminie Samochwałowicze. Wchodziły w skład hrabstwa kojdanowskiego Radziwiłłów. Żaki zamieszkiwały rodziny szlacheckie Lipieniów, Żydowiczów i Nerańskich.
Po I wojnie światowej pod administracją polską, w Zarządzie Cywilnym Ziem Wschodnich, w okręgu mińskim, w powiecie mińskim, w gminie Samochwałowicze.
W wyniku postanowień traktatu ryskiego znalazły się w granicach Związku Sowieckiego. W latach 1932–1937 w Polskim Rejonie Narodowym im. Feliksa Dzierżyńskiego. Od 1991 w niepodległej Białorusi.